# Prewencyjna suma ubezpieczenia
Prewencyjna suma ubezpieczenia to dodatkowy zapis umowny, stosowany w ubezpieczeniach mienia od zdarzeń losowych. Służy ona kompensacie niedoszacowania głównej sumy ubezpieczenia dla poszczególnych składników mienia.
Kompensata polega na:
1. wyrównaniu niedoubezpieczenia, w przypadku gdy szkoda przekroczy zakres podstawowej sumy ubezpieczenia
2. zminimalizowaniu ryzyka proporcjonalnego pomniejszenia odszkodowania, w przypadku gdy wartość mienia w dniu szkody (z uwzględnieniem właściwej dla niego metody szacowania wartości) była wyższa od sumy ubezpieczenia tego składnika mienia

Wymiennie stosowane jest pojęcie „przezornej” sumy ubezpieczenia.
Prewencyjna suma ubezpieczenia ma zastosowanie do tych składników ubezpieczenia, które ubezpieczone są w systemie sum stałych, lub sum zmiennych. Nie ma zastosowania w systemie ubezpieczenia na pierwsze ryzyko.
Zastosowanie prewencyjnej sumy ubezpieczenia przeważnie wiąże się z koniecznością opłacenia dodatkowej składki.